# Lasiadenia rupestris
Lasiadenia rupestris är en tibastväxtart som beskrevs av George Bentham. Lasiadenia rupestris ingår i släktet Lasiadenia och familjen tibastväxter. Inga underarter finns listade i Catalogue of Life.